# The Heart Wants What It Wants
The Heart Wants What It Wants is een nummer van Amerikaanse zangeres Selena Gomez voor haar compilatiealbum For You. Het nummer werd uitgebracht op 6 november 2014 door label Hollywood Records. Het nummer is geschreven door Gomez, Armato en James.

## Achtergrond
Het nummer is beschreven als midtempo pop en R&B.

## Videoclip
De videoclip werd gefilmd in zwart-wit in Californië, en werd geregisseerd door Dawn Shadforth, een jaar voordat het nummer werd uitgebracht. In 24-uur werd het over 9 miljoen keer bekeken. Acteur Shiloh Fernandez verscheen in de videoclip als Selena's love interest.

## Liveoptredens
Gomez zong het lied voor het eerst bij de American Music Awards in 2014.

## Hitnoteringen

### NederlandseSingle Top 100
| Positie: | 87 | 85 | 62 | 68 | 63 | 70 | 86 | 72 | 68 | 71 | 86 | 79 | 72 | 64 | 58 | 62 | 99 | uit |